# ジャン＝ポール・ファン・ハステル
ジャン＝ポール・ファン・ハステル（オランダ語: Jean-Paul van Gastel、1972年4月28日 - ）はオランダ人の元サッカー選手、現サッカー指導者。元オランダ代表。ポジションはMF。ファースト・ネームの発音はジャン・パウルである。現在は中国サッカー・スーパーリーグ・広州富力足球倶楽部の監督を務めている。

## 経歴
1990年にヴィレムIIでキャリアをスタート。6年間プレーした後、1996年に移籍金200万グルデンでフェイエノールトに移った。フェイエノールトではMFのパウル・ボスフェルトとのコンビで賞賛を浴び、ファン・ハステルはFKの名手としても名を馳せた。
1999年にはフェイエノールトのキャプテンとしてエールディヴィジの覇者となり、現時点(2016年)でコールシンゲルでスハールを掲げた最後のキャプテンである。その直後の夏にASローマが高額オファーを提示したがフェイエノールトが手放そうとせず、結果的にこれがファン・ハステルのキャリアの悲劇的終焉の始まりとなった。ファン・ハステルはこの年、ヨハン・クライフ・スハールを獲得するも怪我により出場22試合に留まった。
2000-01シーズンと2001-02シーズンもファン・ハステルは怪我により全くプレーできず。クラブは2002年にUEFAカップを制覇したものの、彼がそれに貢献することはできなかった。フェイエノールトで6シーズンを過ごした後、イタリアに移り、セリエBのテルナーナ・カルチョで再起を図った。2002年2月10日のモデナFCとのアウェーゲーム(2-0)でデビューした。
だがイタリアでの挑戦もスポーツ面での成功は得られず。テルナーナは降格し、カルチョ・コモと数週間契約した後にデ・フラーフスハップでオランダ復帰。だがそこでも彼が望んでいた成功は得られず、キャリア最後のシーズンはわずか13試合出場、2得点に終わった。
プロのキャリア通算では彼は271試合出場し、42得点。オランダ代表でも5試合に出場して2得点を挙げている。

## 指導者歴
現役引退後は、フェイエノールトのユースで指導者として働きながら、ホーフトクラッセルのZwart-Wit'28でプレー。Zwart-Wit'28が財政破綻したのちは2004年からAchilles Veenでプレーしている。2007年5月31日にヘンク・フレーザーの後任としてフェイエノールト A1の監督に就任。多くのタレントを育て、戦術家としてもレイモンド・フェルハイエンのピリオダイゼーションの大家としても高い評価を得た。
2011-12シーズンを前に解任されたマリオ・ベーンの後任としてトップチームの新監督の有力候補に挙がったが、結局新監督に迎えられたロナルド・クーマンのアシスタントにジョヴァンニ・ファン・ブロンクホルストと共に就任。
2014-15シーズンを最後にクーマンの退任が決まり、ファン・ハステルは再び新監督の有力候補に挙げられていたが、テクニカル・ディレクターのマルティン･ファン・ヘールは経験ある人物を求めてフレッド・ルッテンを招聘。ルッテンが契約を延長せずに1年で退任を決めた時にファン・ヘールはファン・ハステルが有力候補であることを認めたが、ファン・ハステルは『クラブ・カルチャーの番人』としてクラブに長く残りたいという意向から、成績によっては解任の恐れがある監督就任を自ら辞退。話し合いによりジョヴァンニ・ファン・ブロンクホルストが新監督に就任し、ファン・ハステルはそのアシスタントとして新たに3年契約に結んだ。

## タイトル

### 選手時代
フェイエノールト
- エールディヴィジ：1回（1998-99）
- ヨハン・クライフ・スハール：1回（1999）